# 麥威老購物中心
麥威老購物中心（英語：Markville Shopping Centre）是加拿大安大略省萬錦市的購物中心，擁有140多家商店。它位於7號公路東（Highway 7 East）夾麥高雲道（McCowan Road）處。它的主要店舖有哈德遜灣、Winners、沃爾瑪超市、Sporting Life、Marshalls、優衣庫、百思買及玩具反斗城及嬰兒反斗城組合商店。它的總可出租面積為981,000平方英尺（91,100平方）。在2004年旺妙斯（Vaughan Mills）商場開業之前，它一直是約克區最大的購物中心。

## 運輸
乘搭約克區公車局（YRT）、約克區巴士快速交通系統（Viva）、多倫多公車局（TTC）及GO運輸均可抵達該商場。
大多數YRT巴士在商場南側的附近停靠，只有VIVA巴士在7號公路沿線停靠。TTC路線也在麥高雲道（McCowan Road）停靠。GO運輸巴士沿普樂徑（Bullock Drive）停靠，而Stouffville鐵路線上的GO Centennial乘客需要步行穿過普樂徑才能進入商場。

## 相集

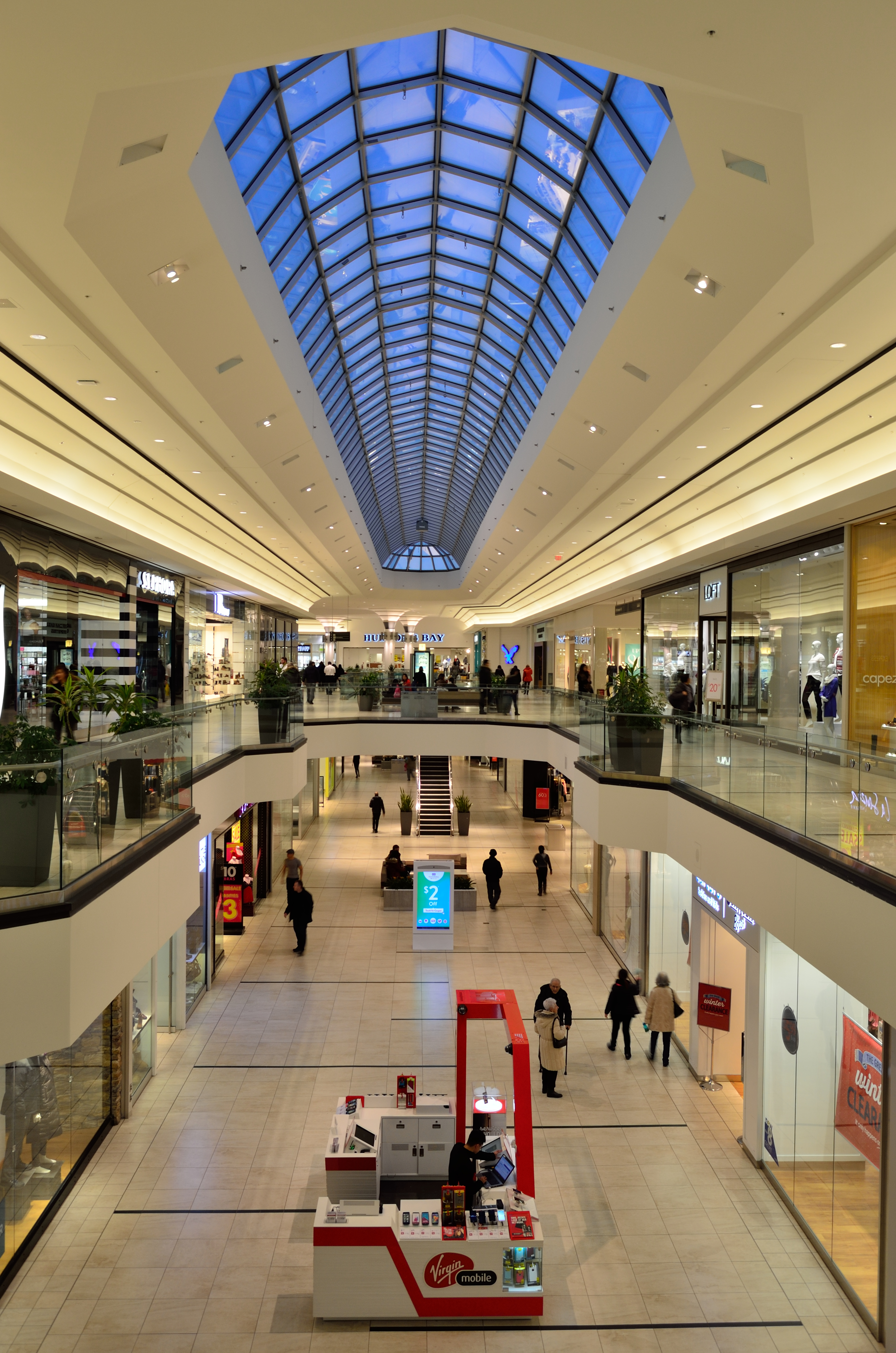
麥威老購物中心中庭
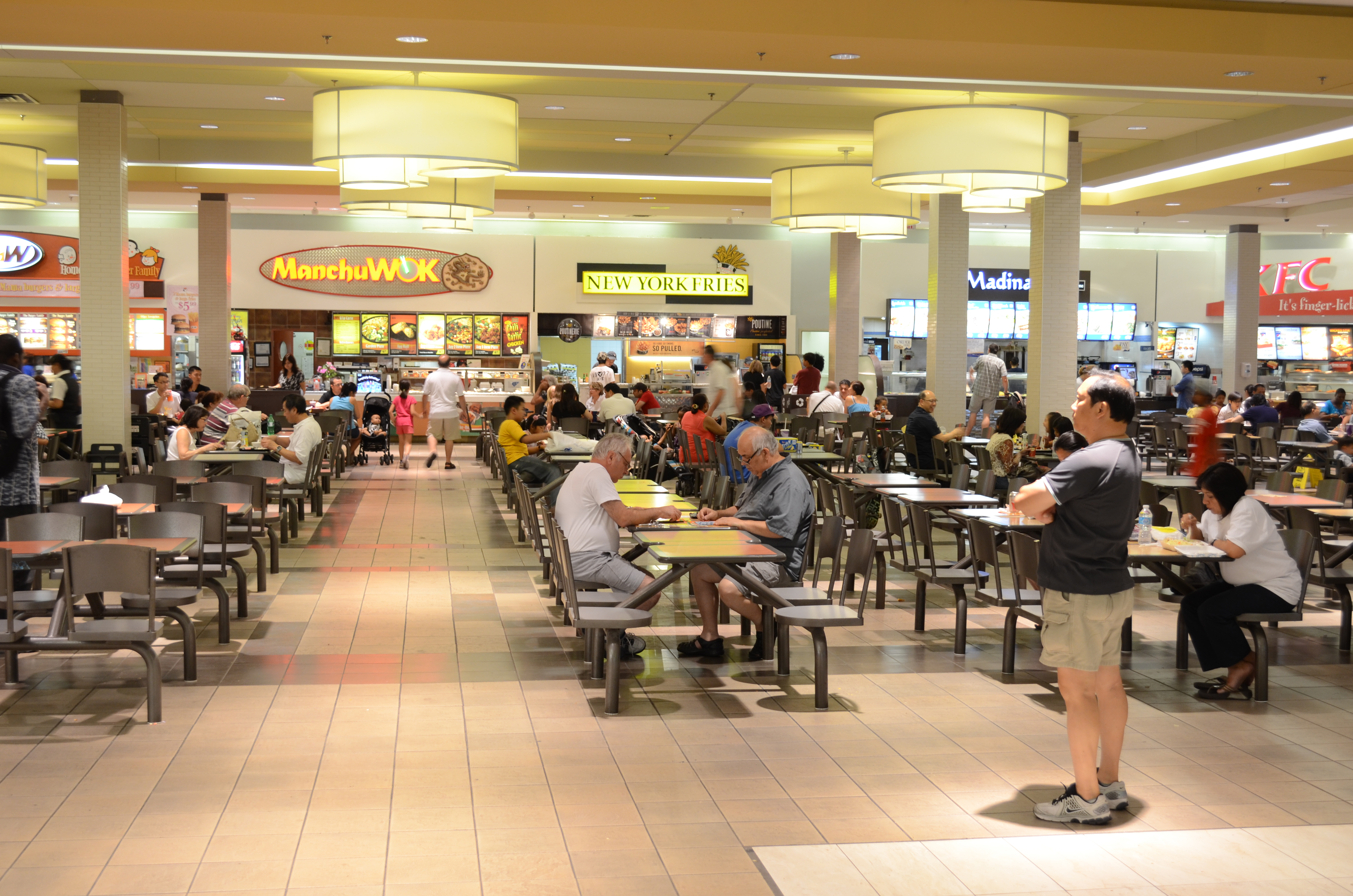
搬遷前的麥威老商場美食廣場(A&W, Manchu Wok, New York Fries, and KFC)
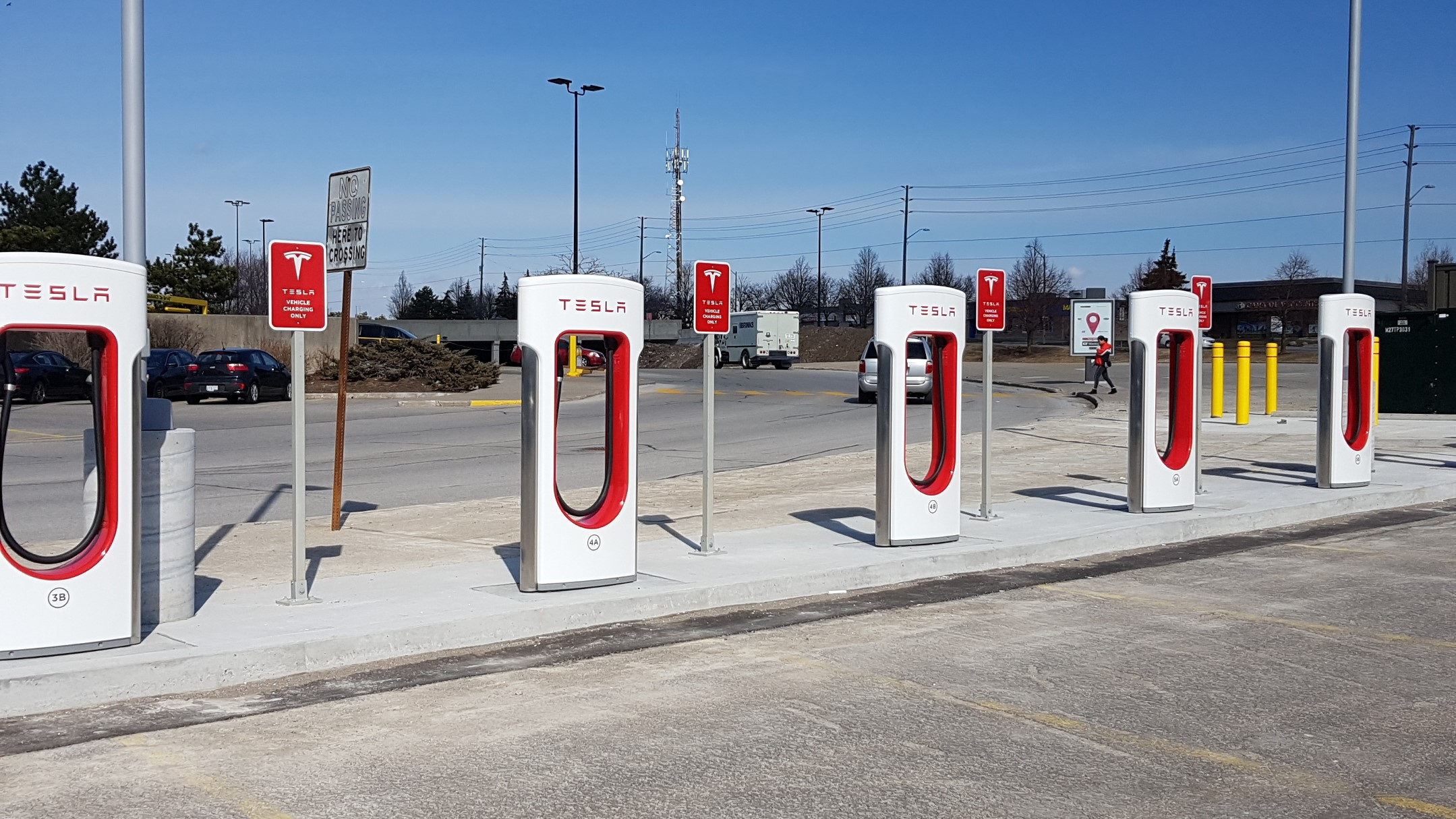
麥威老購物中心的Tesla充電器

### 主要商舖

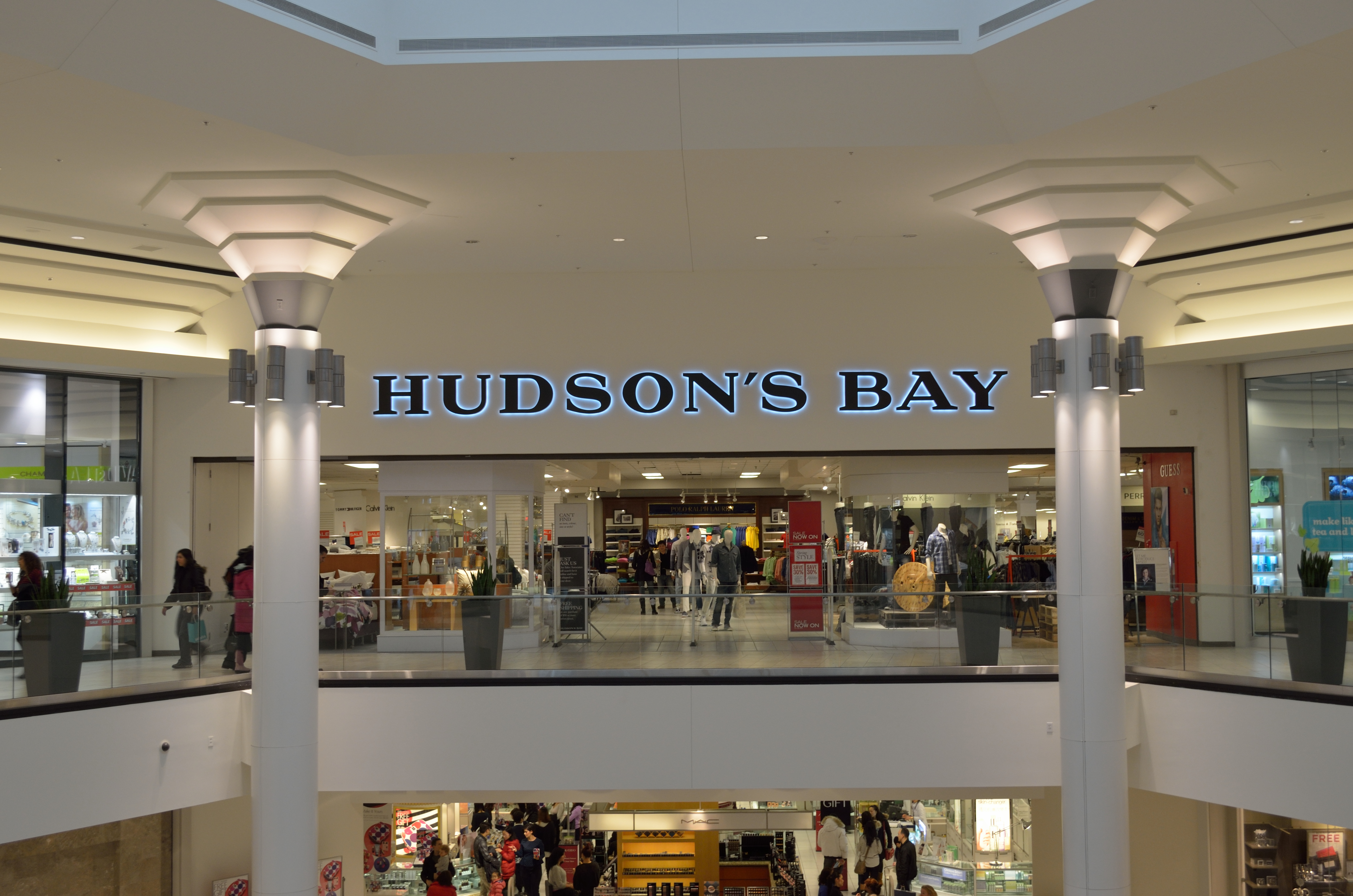
哈德遜灣
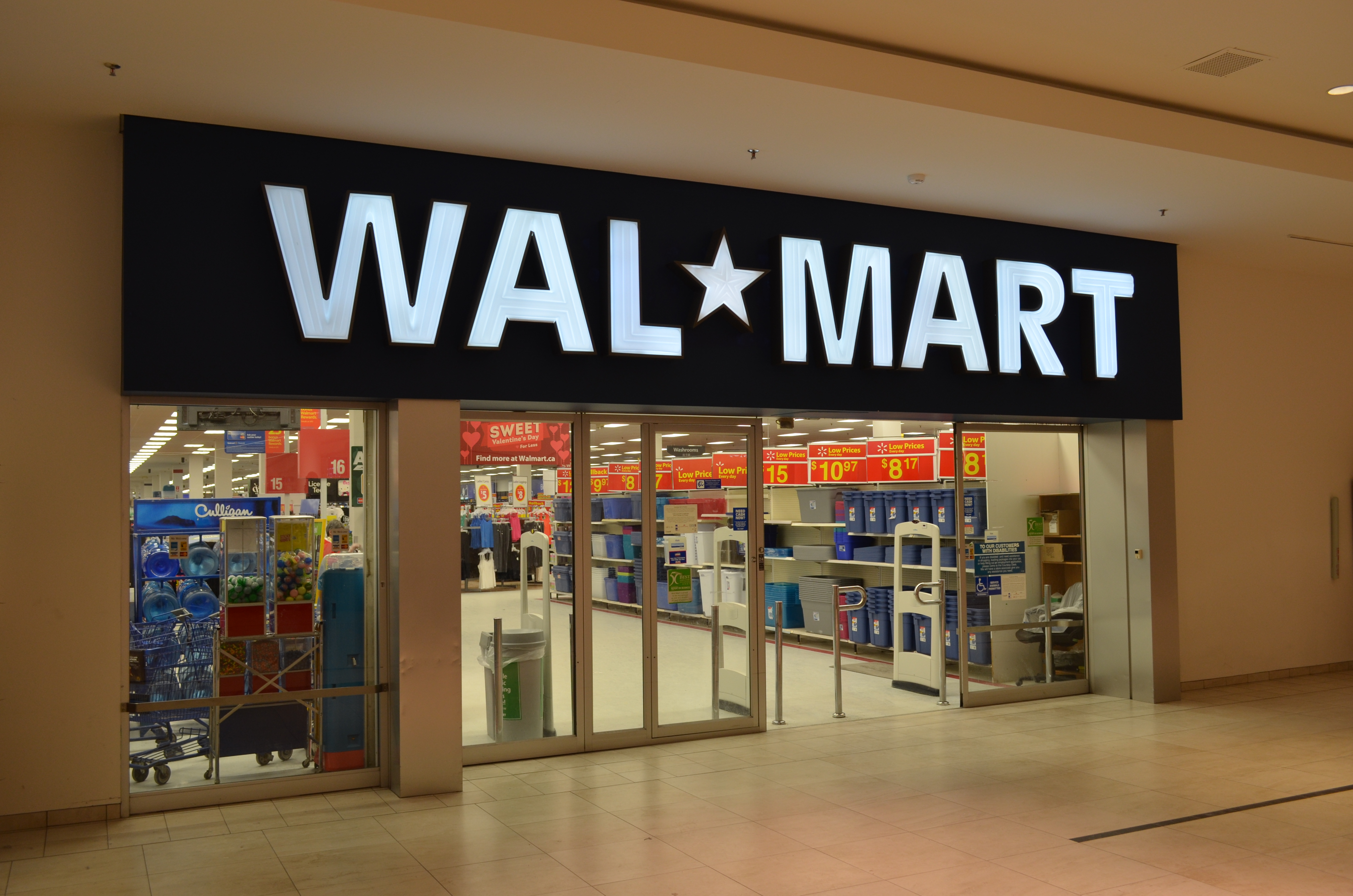
沃爾瑪
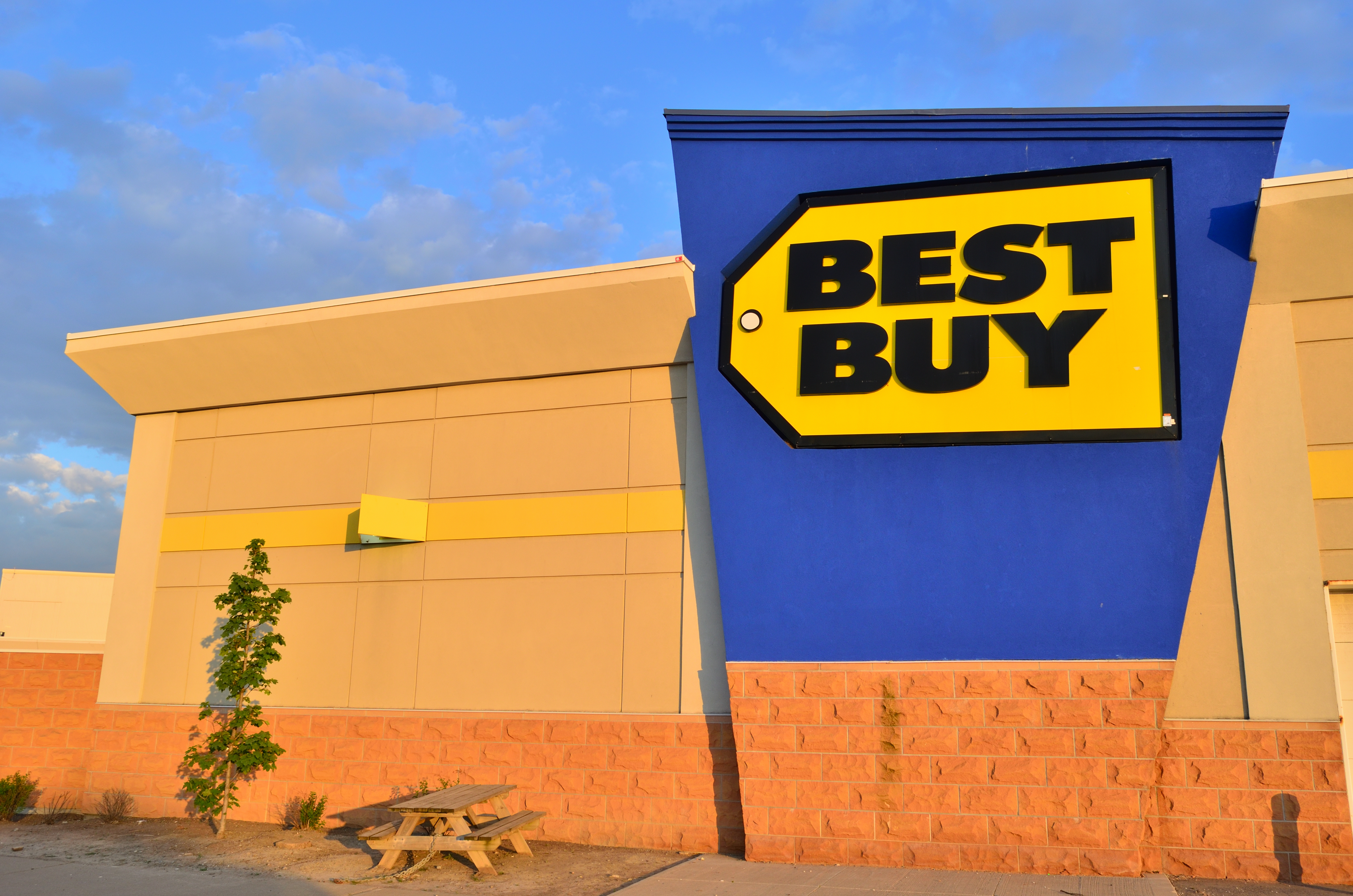
Best Buy
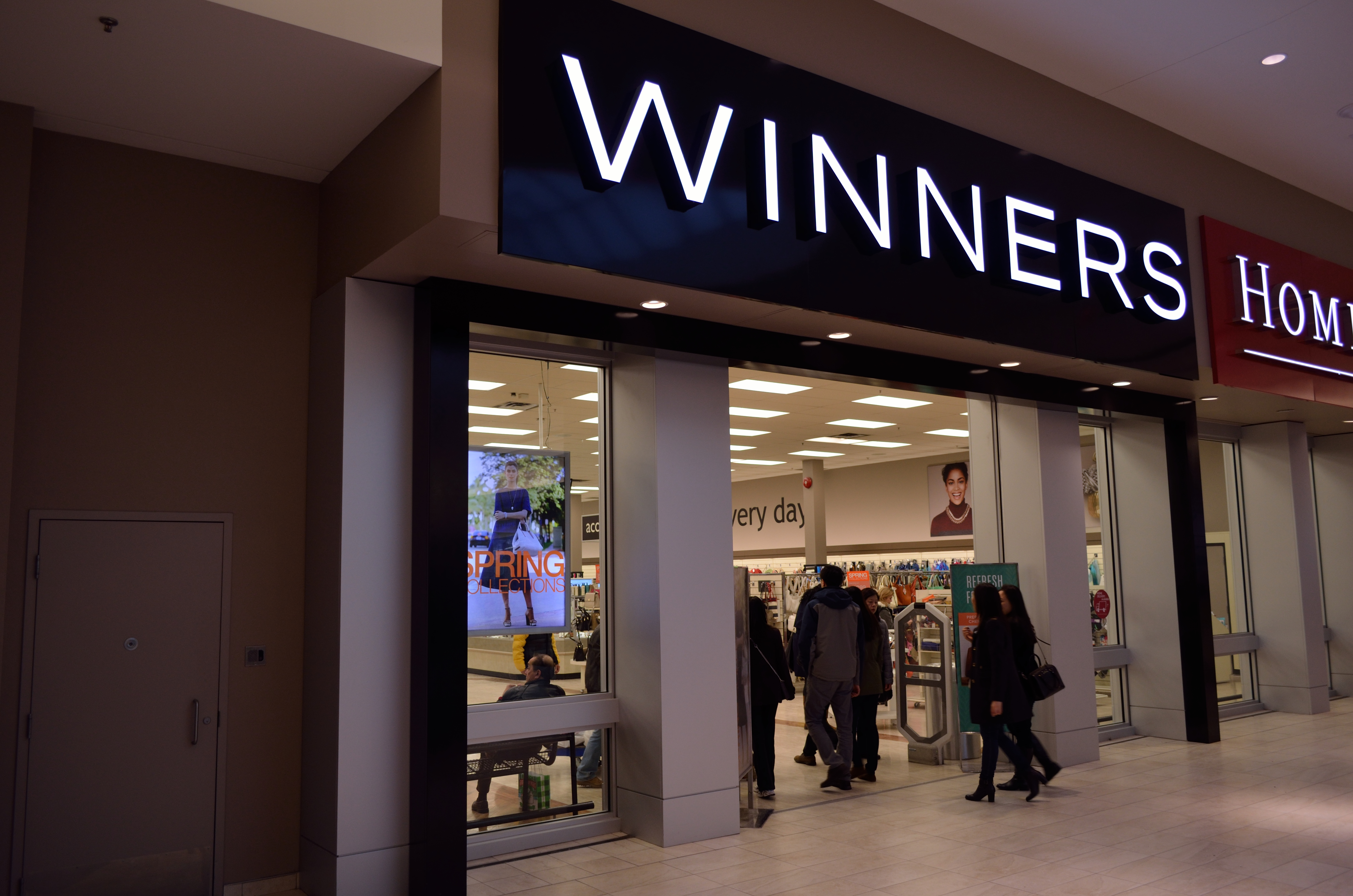
Winners and Former HomeSense
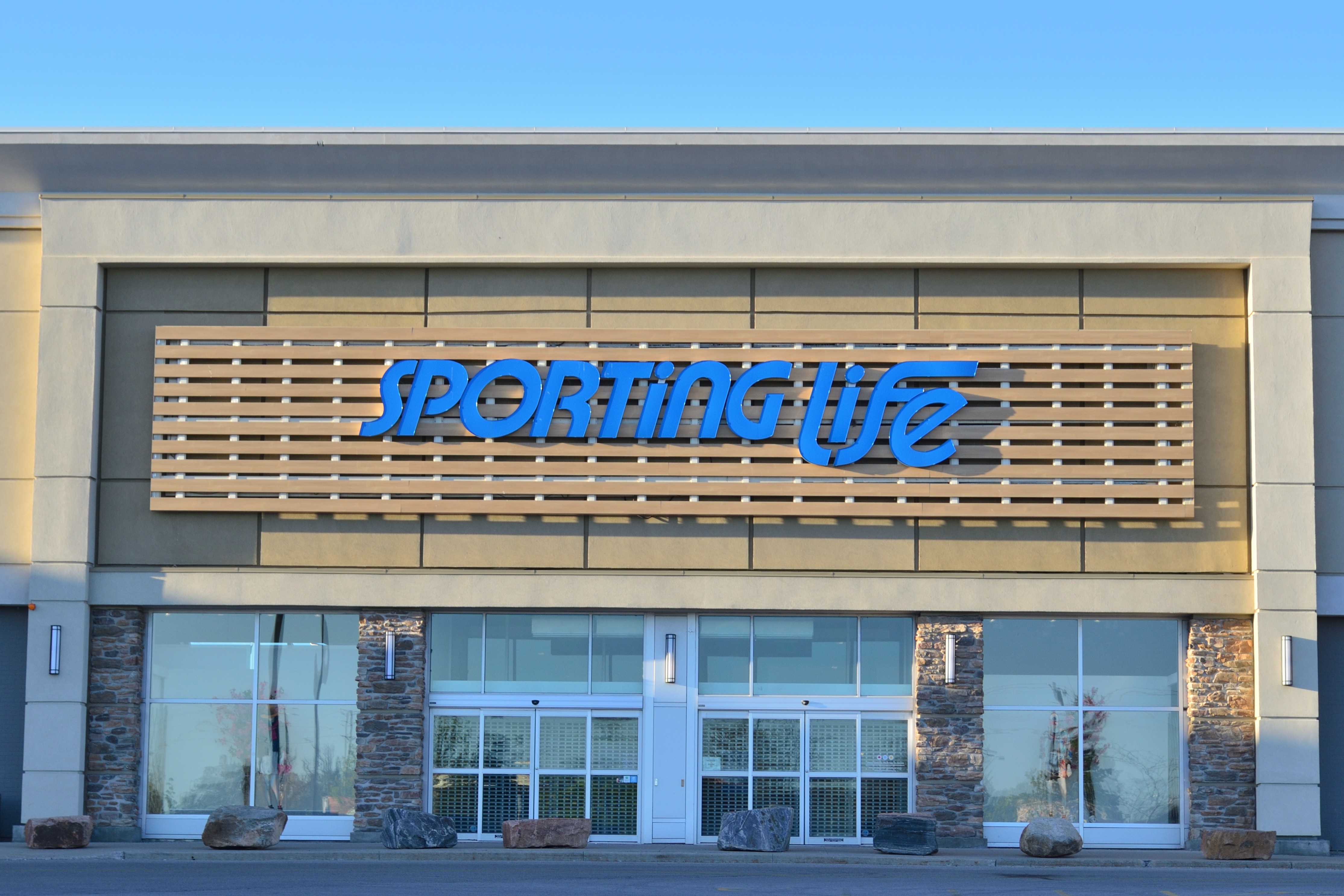
Sporting Life
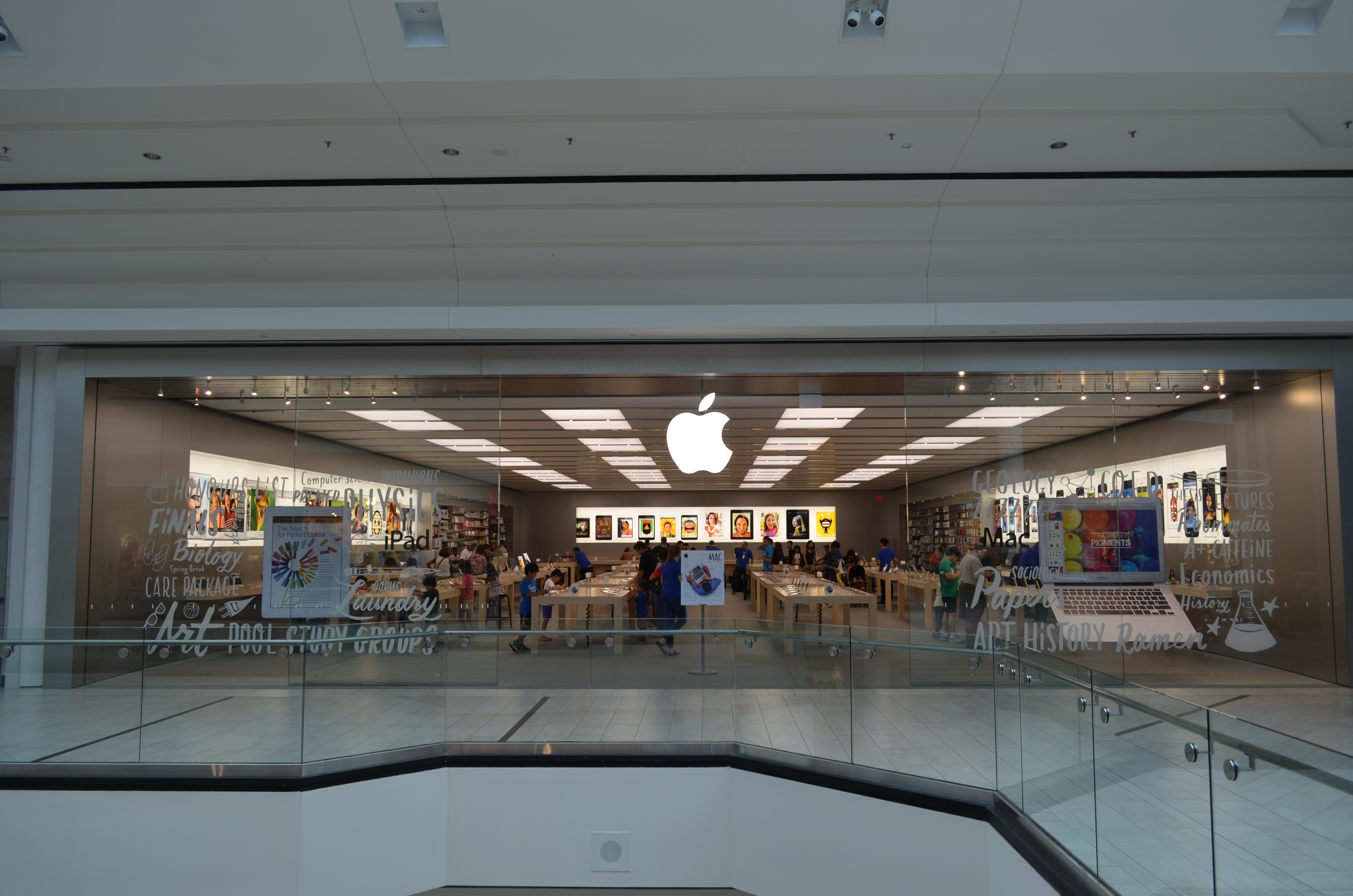
Apple Store

## 外部連結
- Markville Shopping Centre website （页面存档备份，存于）
- Centre Directory （页面存档备份，存于）